# Società per le Ferrovie dell'Alta Italia
La Società per le Ferrovie dell'Alta Italia (SFAI) era una società privata di gestione di linee ferroviarie, fondata nel 1865.

## Storia

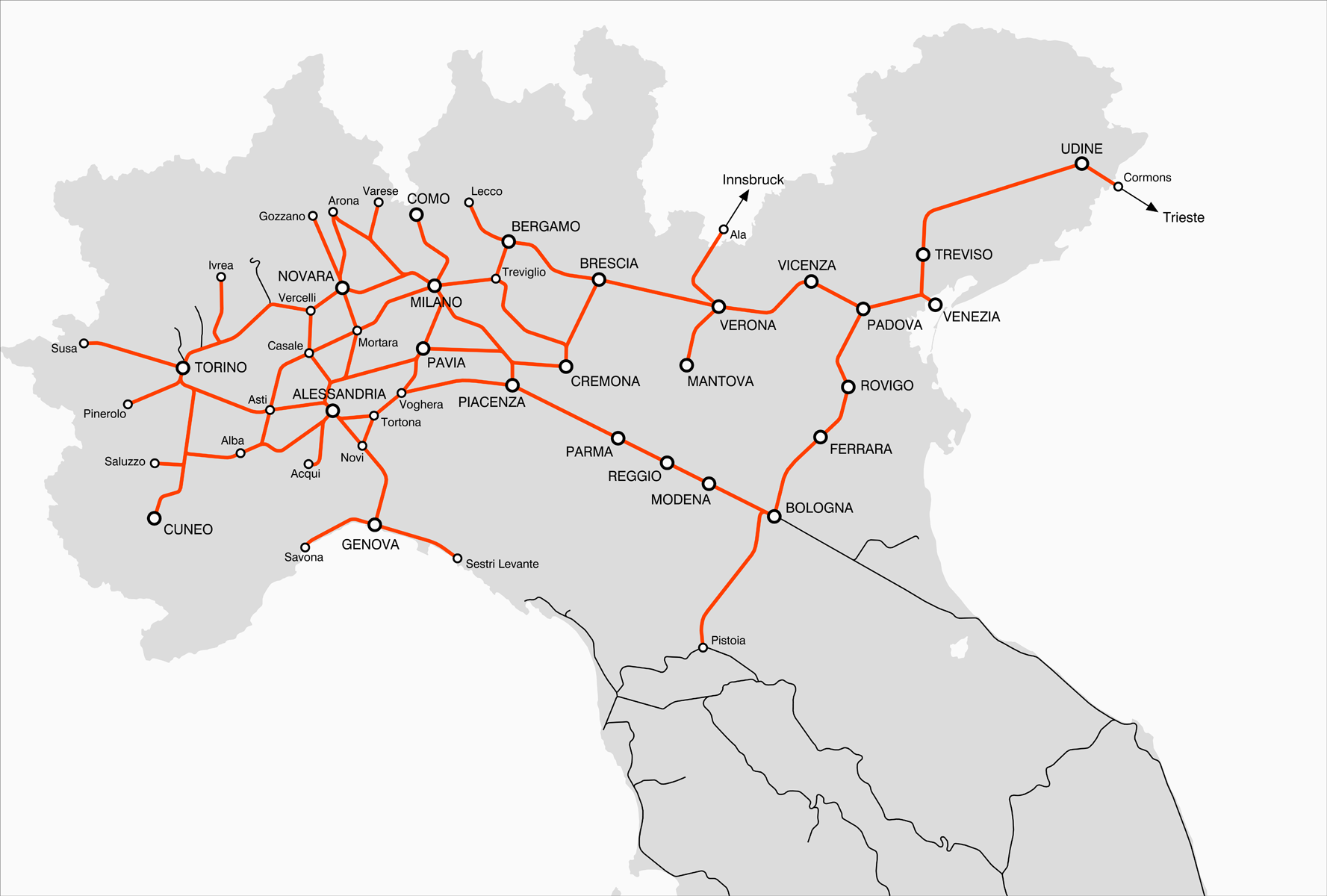
La rete SFAI al 20 settembre 1870

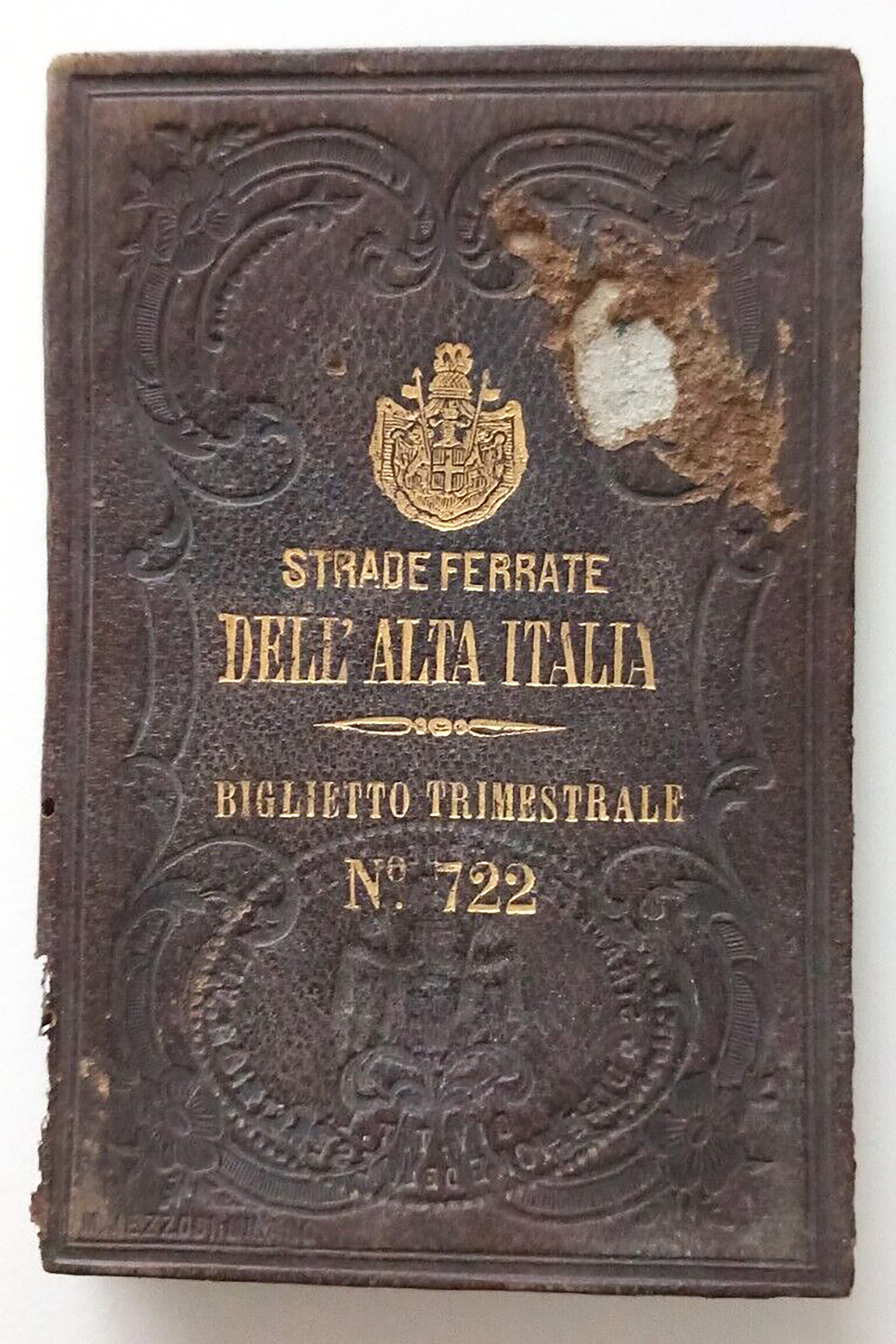
Abbonamento trimestrale alle strade ferrate dell'Alta Italia, 1882

Dopo l'unificazione dell'Italia la situazione ferroviaria era caratterizzata da un procedere contraddittorio dei governi che si succedevano. Da un lato si garantiva la prosecuzione delle convenzioni pre-unitarie esistenti, dall'altro vi era l'intervento diretto dello Stato nella gestione e costruzione di nuove linee.
Senza calcolare le linee venete e dello stato pontificio, l'esercizio della rete ferroviaria era suddiviso fra ben 22 enti. Il governo, alla fine del 1864, si adoperò per un riordinamento delle svariate società ed amministrazioni ferroviarie esistenti.
Vi provvide con la legge nº 2279 del 14 maggio 1865, con cui venne sancita la cessione delle linee piemontesi, in gran parte governative, e l'accorpamento di varie reti, con la formazione di tre società ferroviarie: dell'Alta Italia, delle Romane, delle Meridionali.
La rete della "Società dell'Alta Italia" comprese le linee piemontesi già appartenute agli Stati Sabaudi, quelle private prima esercitate dalla Società Vittorio Emanuele e quelle appartenenti alla Società della Lombardia e dell'Italia Centrale, in pratica la rete del nord, complessivamente circa 1.400 km, fino a Firenze.
In seguito ebbe anche la linea del Frejus, la Pontebbana, la ex ferrovia Leopolda, la Pisa-Genova, la Genova-Ventimiglia e la Savona-Acqui ed assunse anche l'esercizio di altre linee mediante trattativa diretta con le società concessionarie.
Al termine delle operazioni la SFAI ebbe il controllo del traffico ferroviario proveniente dai passaggi alpini e quello di transito tra l'Europa occidentale e orientale collegando città importanti come Genova, Torino, Milano, Bologna e Firenze.
La Società ferroviaria dell'Alta Italia (SFAI) acquistò dallo Stato anche i servizi di navigazione sul Lago Maggiore e nel 1867 del Lago di Garda. Nelle casse dello Stato entrarono 188,42 milioni di lire per la cessione di materiale rotabile e strade ferrate alla neocostituita Società delle Strade Ferrate dell'Alta Italia in cambio venne data una concessione della durata di 95 anni. Il Governo inoltre garantì alla Società un prodotto lordo di 28 milioni di lire per l'intera rete.
In capo a due anni, la Società che faceva capo alla finanziaria dei banchieri Rothschild, mutò la propria denominazione da Strade Ferrate dell'Alta Italia in Ferrovie dell'Alta Italia nel 1865 e, un anno dopo, in Società ferroviaria dell'Alta Italia. La Società comunque finì presto in un profondo dissesto economico in seguito al quale il governo Minghetti ne previde il riscatto da parte dello Stato con legge del 18 novembre 1875 incontrando tuttavia una dura opposizione a causa dell'alto prezzo di riacquisto ritenuto eccessivo e ingiustificato. Nonostante la caduta del governo nel 1878 la SFAI veniva nazionalizzata acquistandone l'intera dotazione di mezzi e linee di cui molto materiale era obsoleto o inservibile.
Con le convenzioni del 1885 la rete della SFAI venne poi distribuita tra Rete Adriatica e Rete Mediterranea; delle 976 locomotive inventariate ne spettarono 674 alla RM e 302 alla RA.

## Principali progetti e realizzazioni

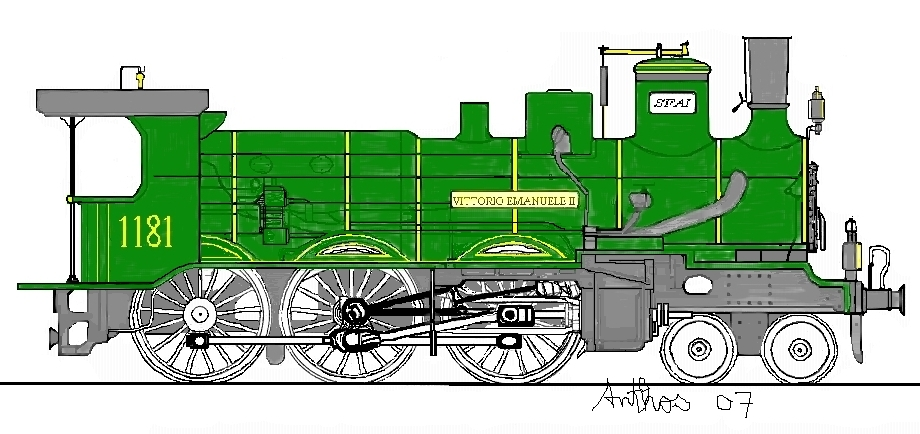
La 1181 Vittorio Emanuele II, una delle più belle realizzazioni dell'Ufficio d'Arte SFAI di Torino

Nel 1865 la maggior parte dei treni della SFAI venivano frenati dal macchinista con il freno manuale a vite posto sul tender delle locomotive sussidiato da quelli azionati dai frenatori posti, lungo il convoglio, sui veicoli trainati. Per porre rimedio alle inevitabili riduzioni di velocità poste dal sistema la società dotò molte delle proprie locomotive con il freno a controvapore che risultava di efficacia molto più alta.
Intorno al 1880 la SFAI estese al proprio parco macchine il freno automatico tuttavia adottando, in genere per le linee dell'est, il freno automatico a vuoto Hardy-Smith (dato che l'Austria usava tale sistema per i propri treni) e quello ad aria compressa tipo Westinghouse per le altre linee esercite; nel 1885 circa 75 locomotive erano dotate di freno automatico.
Nel 1872 la SFAI si era dotata di un proprio centro di progettazione del materiale rotabile e di trazione costituendo l'Ufficio d'Arte delle Strade Ferrate di Torino. In esso, sotto la direzione dell'ingegnere Filiberto Frescot nacquero molti dei più validi progetti del tempo.
Nel 1880 la Società per le Ferrovie dell'Alta Italia (SFAI) aveva assunto come responsabile della manutenzione dei propri impianti di segnalamento e sicurezza Saxby (dal nome dell'inventore John Saxby) a leve e trasmissione rigida l'ingegnere Riccardo Bianchi che negli anni successivi ideò un sistema di comando idraulico ad acqua miscelata a glicerina che poi brevettò con l'appoggio della ditta dell'ing. Servettaz. Il primo Apparato Centrale Idrodinamico del mondo per il comando di scambi e segnali venne installato nella stazione di Abbiategrasso quando la SFAI era ormai stata riscattata e le sue linee incorporate nella Rete Mediterranea.
In seguito al riscatto della rete SFAI da parte dello Stato e il riaffidamento ai privati, nel 1885, questo divenne poi il centro di progettazione della Rete Mediterranea: le difficili linee appenniniche e alpine che facevano capo a tale amministrazione infatti avevano portato allo sviluppo di macchine potenti e in grado di produrre elevati sforzi di trazione.
Realizzazioni:
- Locomotiva 1181 "Vittorio Emanuele II", macchina con rodiggio 2-3-0 e tender, della potenza di oltre 600 CV, poi Locomotiva Gruppo 650 FS. (il logotipo della locomotiva è utilizzato dal Museo Ferroviario Piemontese)

La SFAI fu anche la prima società ferroviaria ad installare in Italia, nel 1873 un apparato centrale di manovra del tipo Saxby-Farmer nella stazione di Genova Piazza Principe.

## Classificazione delle locomotive della SFAI
La prima classificazione delle locomotive SFAI fu numerica; nel 1869 la società marcava le proprie macchine con le iniziali SFAI e il numero assegnato mediante una targa ottagonale in bronzo posta lateralmente alle cabine e ai tender e con numeri verniciati sulla traversa di testa. Successivamente invalse l'uso di applicare grossi numeri in bronzo al posto delle targhe. Veniva inoltre assegnato un nome proprio ad ogni macchina.
Tale metodo di numerazione dovette essere ritoccato più volte in seguito all'acquisizione di nuove macchine: la articolate vennero spostate al gruppo 1201-in poi; successivamente il gruppo 767 fu rinumerato da 801-in poi, venne creato il nuovo gruppo 601-in poi e, nel 1882, tutte le locotender cabina contro cabina e le locotender classiche costituirono il nuovo gruppo 1401-in poi.
| Numeri di gruppo | Caratter. motore o tipologia    | Rodiggio          |
| ---------------- | ------------------------------- | ----------------- |
| 1-in poi         | cilindri interni                | 1-1-1             |
| 101-in poi       | cilindri esterni                | 1-1-1             |
| 201-in poi       | cilindri interni                | 2 assi accoppiati |
| 351-in poi       | cilindri esterni                | 2 assi accoppiati |
| 701-in poi       | cilindri interni                | 0-3-0             |
| 767-in poi       | cilindri esterni                | 0-3-0             |
| 1001-in poi      | articolate                      | 4 assi accoppiati |
| 1050-in poi      | locotender cabina contro cabina | 2 assi accoppiati |
| 1101-in poi      | locotender cabina contro cabina | 3 assi accoppiati |
| 1201-in poi      | locomotive da montagna          | 4 assi accoppiati |

## Le linee della rete SFAI: esercizio 1865
Rete del Piemonte
| Linee di proprietà assoluta della compagnia | km  |
| ------------------------------------------- | --- |
| da Torino ad Alessandria e Genova           | 174 |
| da Torino a Novara e al Ticino              | 116 |
| da Alessandria ad Arona                     | 102 |
| da Vercelli a Valenza                       | 102 |

| Linee di cui la compagnia è azionista di maggioranza | km  |
| ---------------------------------------------------- | --- |
| da Torino a Susa                                     | 54  |
| da Torino a Cuneo e Saluzzo                          | 103 |
| da Alessandria e Novi a Piacenza                     | 116 |

| Linee di società private in gestione | km |
| ------------------------------------ | -- |
| da Torino a Pinerolo                 | 38 |
| da Mortara a Vigevano                | 13 |
| da Alessandria ad Acqui              | 34 |
| da Chivasso a Ivrea                  | 33 |
| da Santhià a Biella                  | 30 |
| da Novara a Cava d'Alzo              | 36 |
| da Alessandria a Cavallermaggiore    | 98 |

| Linee private in esercizio provvisorio | km |
| -------------------------------------- | -- |
| da Torreberetti a Pavia                | 41 |
| da Genova a Voltri                     | 15 |

Rete lombarda
| Linee in esercizio                | km  |
| --------------------------------- | --- |
| da Peschiera a Milano e al Ticino | 171 |
| da Milano a Camerlata             | 45  |
| da Rho a Sesto Calende            | 44  |
| da Gallarate a Varese             | 19  |
| da Bergamo a Lecco                | 33  |
| da Treviglio a Cremona            | 66  |
| da Milano a Piacenza              | 67  |
| da Milano a Pavia                 | 32  |

Rete dell'Italia centrale
| Linee in esercizio          | km  |
| --------------------------- | --- |
| da Piacenza a Bologna       | 147 |
| da Bologna a Pistoia        | 95  |
| da Bologna a Pontelagoscuro | 52  |

### Esplicative
1. ↑  La ferrovia Alessandria-Arona è oggi divisa fra la ferrovia Arona-Novara e la ferrovia Novara-Alessandria.
2. ↑  La ferrovia Vercelli-Valenza è oggi divisa fra la ferrovia Vercelli-Casale e la tratta da Casale a Valenza della ferrovia Chivasso-Alessandria.

### Bibliografiche
1. ↑  Il Politecnico:repertorio mensile di studi applicati alla prosperità e coltura sociale, pp. 58-61.
2. ↑  Gaetano Eugenio Chelli, p. 14.
3. ↑  Federico Gabelli,  pp. 132-133.
4. ↑  Chistian Wolmar.
5. 1 2 3 4  Kalla Bishop,SFAI, p. 17.
6. ↑  Clericetti,Il politecnico, p. 6.
7. 1 2  Clericetti,Il politecnico, p. 7.